# 13380 Yamamohammed
13380 Yamamohammed è un asteroide della fascia principale. Scoperto nel 1998, presenta un'orbita caratterizzata da un semiasse maggiore pari a 2,2167586 UA e da un'eccentricità di 0,1546158, inclinata di 3,23787° rispetto all'eclittica.